# Ypthima hübneri
Ypthima hübneri är en fjärilsart som beskrevs av Kirby 1871. Ypthima hübneri ingår i släktet Ypthima och familjen praktfjärilar. Inga underarter finns listade i Catalogue of Life.

## Bildgalleri

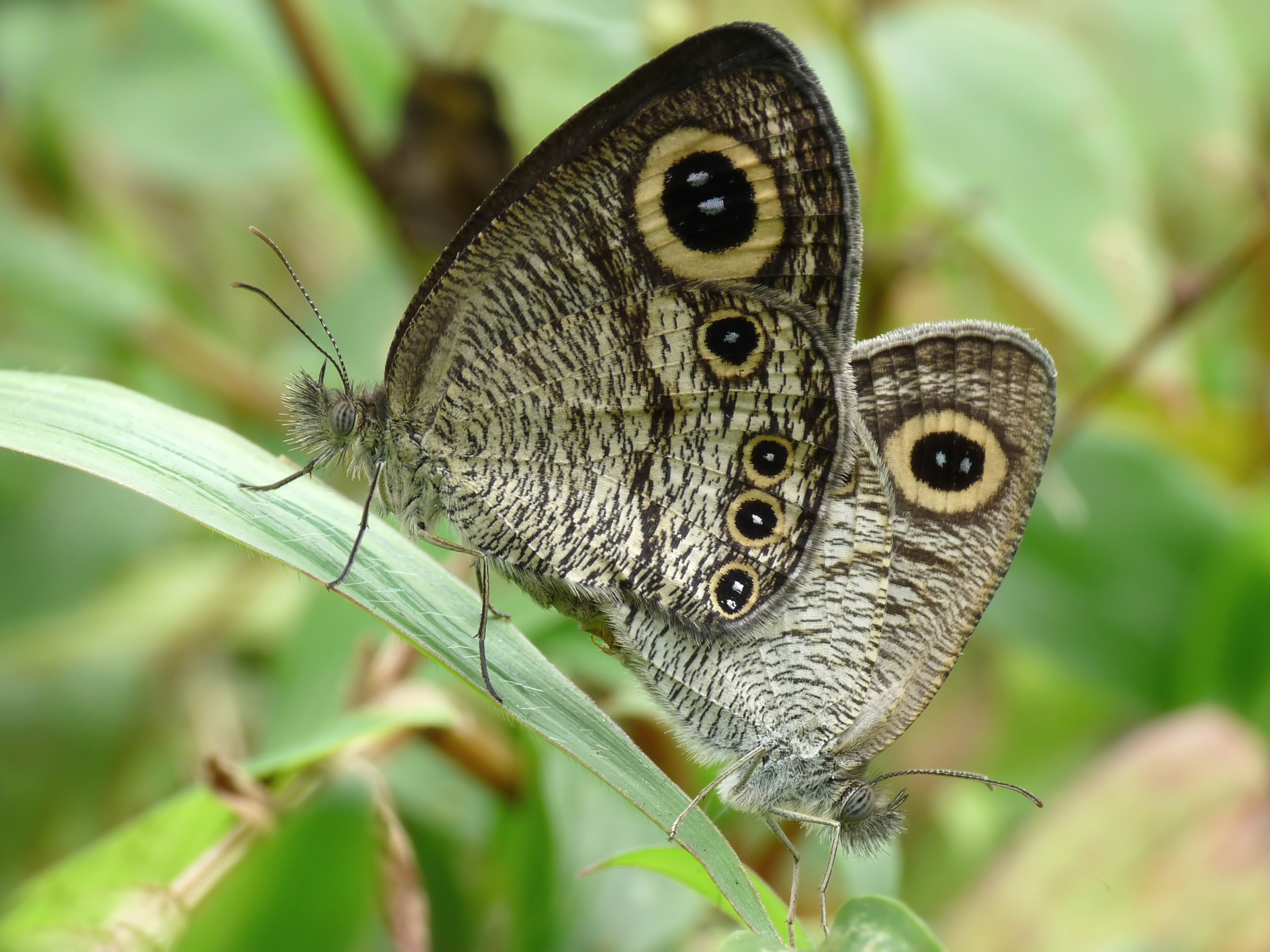
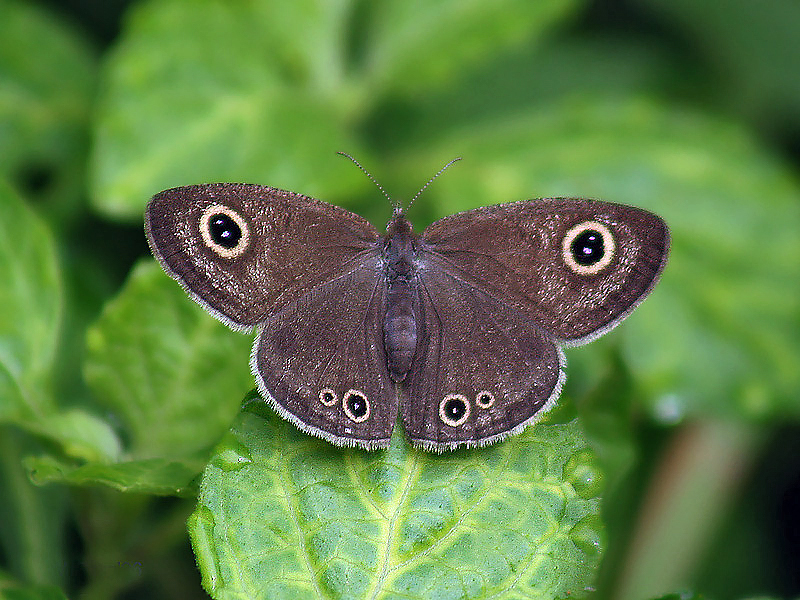
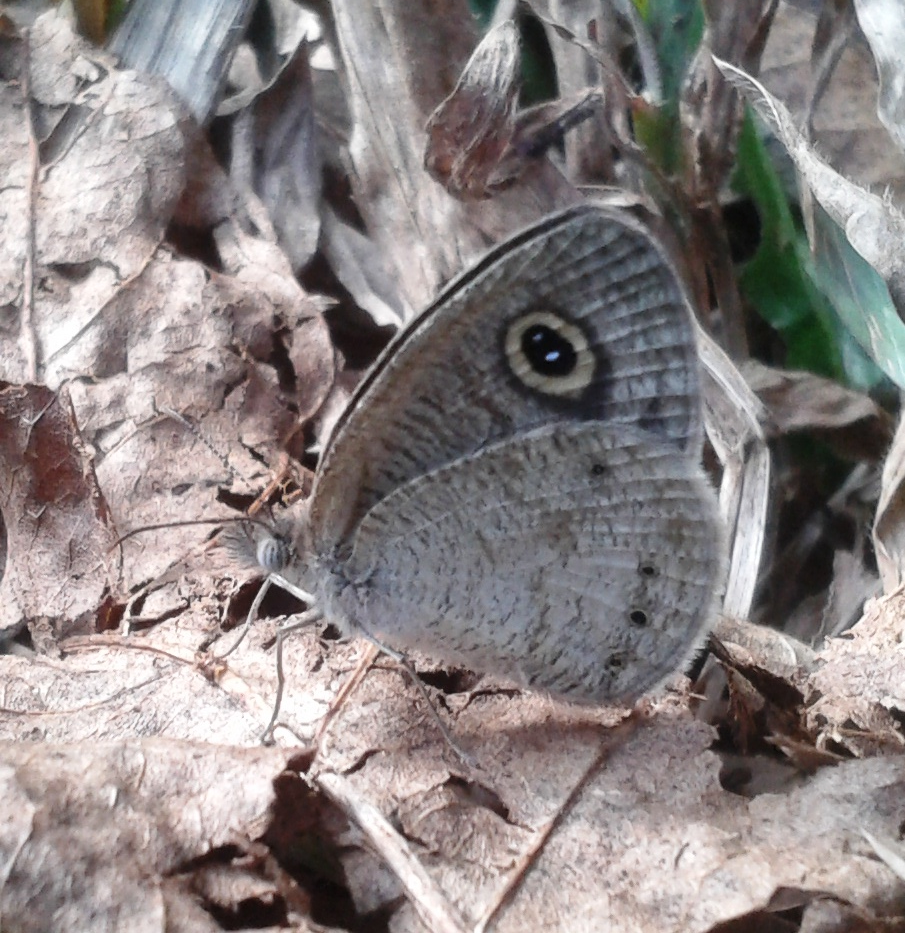
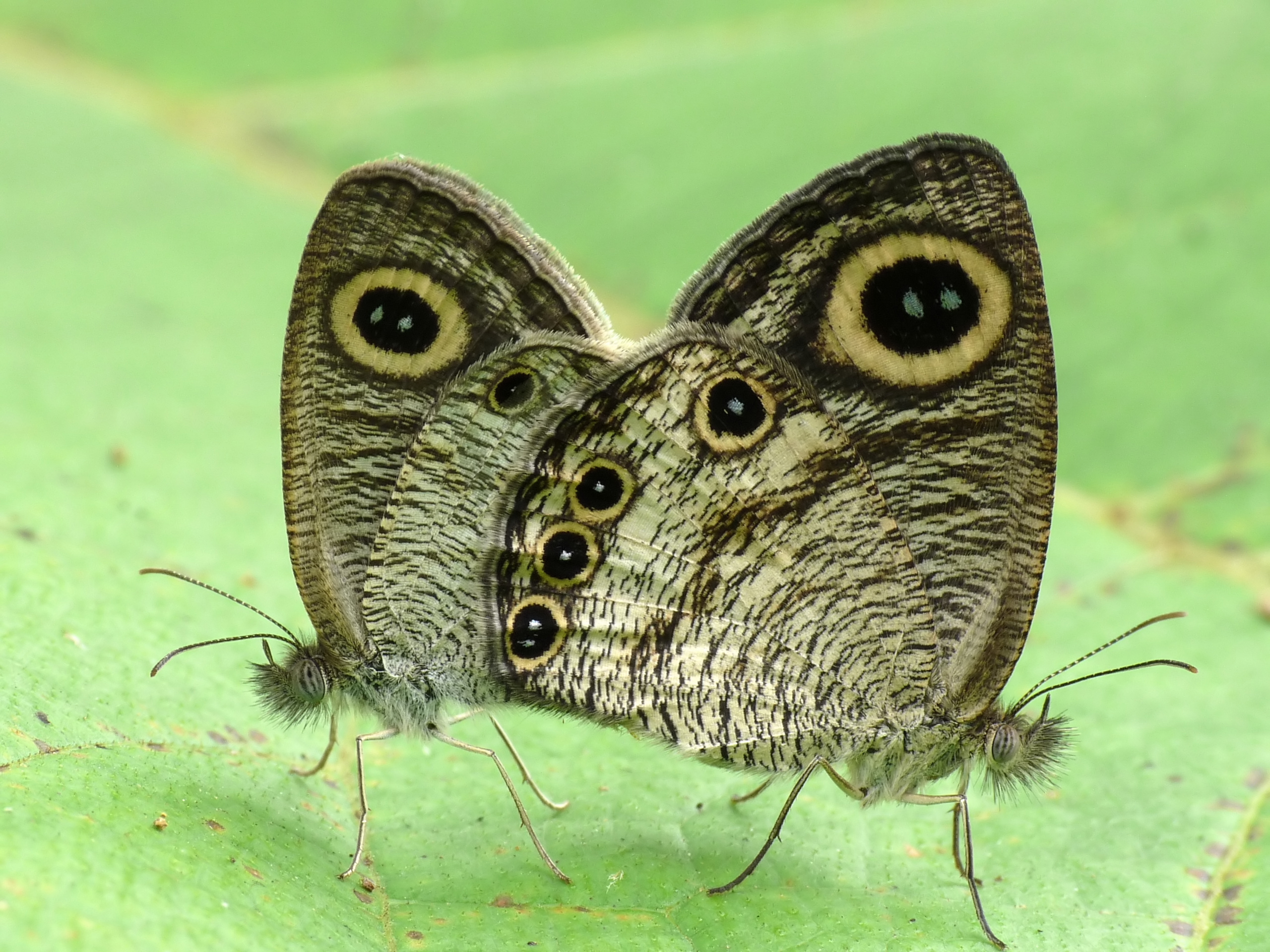
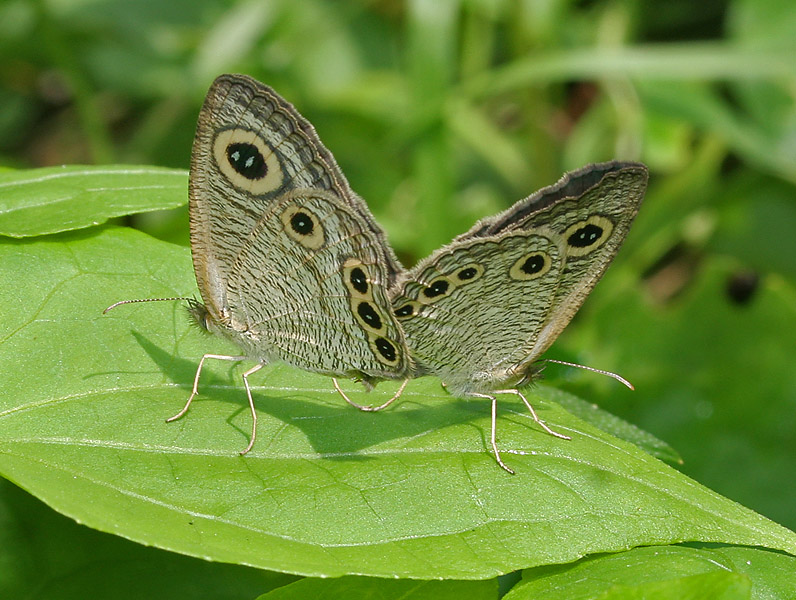
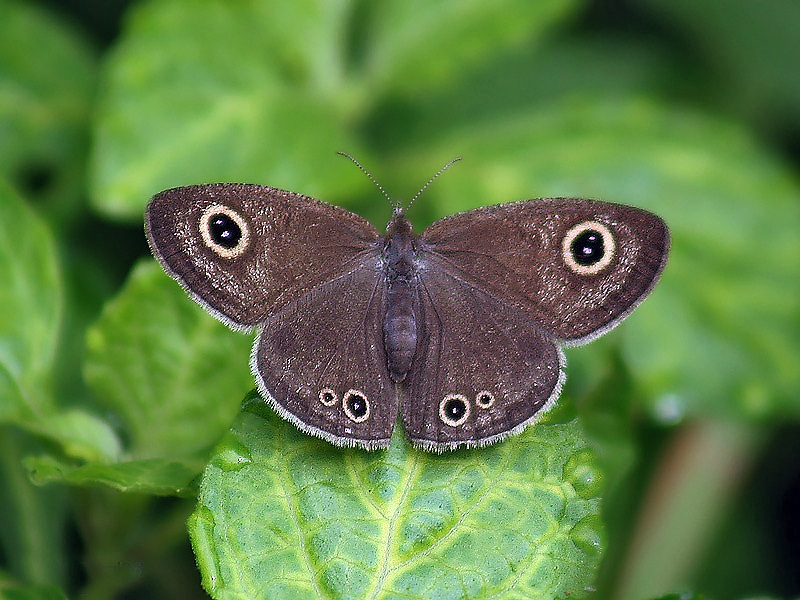